# James Honeyman-Scott
James "Jimmy" Honeyman-Scott (4 de novembre de 1956 – 16 de juny de 1982) va ser un guitarrista de rock i compositor anglès, membre fundador del grup The Pretenders.
Amb the Pretenders, Honeyman-Scott va guanyar-se una reputació, com es diu a AllMusic, com a "un dels guitarristes més originals i versàtils del moviment de la new wave de principis dels anys 80." A més de ser el guitarra solista, Honeyman-Scott va ser el coautor d'unes quantes cançons del grup, feia cors i va tocar els teclats en algunes cançons. Chrissie Hynde li va dedicar la cançó "2000 Miles", que va sortir al cap d'un any de la seva mort.

## Primers anys i influències musicals
Honeyman-Scott, igual que els seus companys Pretenders Pete Farndon (baix, veu) i Martin Chambers (bateria, veu, percussió), eren de Hereford. Abans d'arribar als Pretenders, Honeyman-Scott va tocar en diferents grups, un dels quals era un precursor de The Enid amb Robert John Godfrey, the Hawks (Kelv Wilson, baix i veu; Dave Plowman, guitarra; Stan Speak, bateria), The Hot Band, i The Cheeks.
A The Cheeks tenia de companys Chambers i l'ex teclista de Mott the Hoople Verden Allen, Kelv Wilson (baix, veu). Quan Honeyman-Scott va ajuntar-se amb els Pretenders, tenia un hort i venia guitarres en una botiga de música a Widemarsh Street, Hereford, que es deia Buzz Music.
Honeyman-Scott reconeixia múltiples influències en la seva manera de tocar la guitarra (Guitar Player, 1981). Al principi, foren Cream i la Allman Brothers Band. Més endavant, va rebre influències de Mick Ralphs de Mott the Hoople.
Honeyman-Scott també es considerava deutor de Nick Lowe i Elvis Costello i el seu so "pengim-penjam" influït per les guitarres Rickenbacker (Guitar Player, 1981). Durant la seva etapa amb the Pretenders, Dave Edmunds i Billy Bremner de Rockpile eren influents, igual que Nils Lofgren i Chris Spedding.

## Pretenders
A mitjans dels anys 70, Honeyman-Scott va conèixer el futur company de Pretenders Pete Farndon quan estava tocant amb Cold River Lady a Hereford (Melody Maker, 1979). El 1978, Farndon va demanar a Honeyman-Scott que anés a uns quants assajos i sessions de gravació dels Pretenders, i va afegir-se al grup oficialment aquell estiu (New Musical Express, 1980). Chrissie Hynde va recordar, "De seguida que vaig sentir Jimmy Scott, vaig saber que m'hi estava acostant. Va resultar que el Jimmy i jo teníem una afinitat musical genuïna".
L'aportació de Honeyman-Scott al so dels Pretenders consistia principalment en afegir línies principals melòdiques a les cançons per ajudar a lligar-les. Recordava que a la primera època, "Assajàvem molt – set dies a la setmana, totes les hores del dia i la nit. Al principi moltes cançons eren molt dures – com 'Up the Neck', que va començar com una cançó reggae. Vaig dir, 'Accelerem-la', i hi vaig posar aquell trosset de guitarra. Les parts melòdiques de les cançons van començar a lligar de veritat quan hi anava posant aquests trossets i acords. I llavors a la Chrissie li va començar a agradar la música pop, i per això va començar a escriure coses com 'Kid'".
Hynde i Honeyman-Scott van reconèixer tots dos la influència que els seus estils contrastats havien tingut en l'altre (Guitar Player, 1981; Uncut, 1999). Segons Honeyman-Scott, Hynde tenia un estil únic i s'hi va adaptar de maneres diverses: "Fa bastant de guitarra rítmica, i no conec ningú que toqui com ella. És realment diferent, i la meitat de les vegades sóc incapaç de comptar-li el ritme. En comptes d'això, simplement hi poso una mica de melodia de guitarra per sobre, com el tros de 'Tattooed Love Boys'" (Guitar Player, 1981). Feia broma sobre l'altra estratègia que tenia: "No els he dit mai que no els caço el temps de cap manera! Estan acostumats que entri un compàs més tard; es pensen que és la manera com toco. Però és perquè m'he perdut el punt on entra ella! Simplement ho faig veure i espero que vagi bé."
El maig i el juny de 1982, Honeyman-Scott va estar primer a Los Angeles i després a Austin, Texas, per fer una visita ràpida a la seva dona Peggy Sue Fender (una actriu i model que vivia a Austin, Texas), amb qui s'havia casat l'abril de 1981. La seva dona estava a casa del guitarrista Mark Younger Smith en aquella època (FamousInterview.com). Mentre era a Austin, es van implicar en la seva primera co-producció d'un àlbum de Stephen Doster que no es va arribar a publicar. Durant les sessions amb Stephen Doster a Austin, Honeyman-Scott fou convocat a Londres per una reunió del grup el 14 de juny amb la Chrissie Hynde i el Martin Chambers que va acabar amb l'expulsió de Pete Farndon dels Pretenders, degut a la creixent drogadicció de Farndon.

## Mort
Dos dies després de l'expulsió de Pete Farndon, Honeyman-Scott fou trobat mort a l'apartament d'una amiga d'infart miocardíac provocat per intolerància a la cocaïna.
Tenia 25 anys quan va morir. Fou enterrat al cementiri de St Peter's Church, a Lyde, Herefordshire.

## Llegat
Encara que Honeyman-Scott va morir jove, va influir en altres guitarristes coneguts com a Johnny Marr, que va declarar que "sobretot, el jingle-jangle va venir de James Honeyman-Scott dels Pretenders. Va ser l'última influència important en la meva manera de tocar abans d'espavilar-me sol. La primera vegada que vaig tocar 'Kid' amb els Pretenders, no m'ho podia creure. He utilitzat aquest solo per escalfar-m'hi cada dia durant anys".
Honeyman-Scott també té el mèrit d'haver descobert Violent Femmes, que van fer de teloners per als Pretenders a Milwaukee, Wisconsin, en una gira del grup.
La mort de Honeyman-Scott va afectat profundament la següent trajectòria i longevitat dels Pretenders. Hynde va dir més endavant, "Una de les coses que va mantenir viu el grup, irònicament, fou la mort de Jimmy Scott. Vaig sentir que no podia deixar que la música morís quan ell va morir. Havíem treballat massa per fer-la arribar on era.... Havia d'acabar el que havíem començat". A la reunió del grup del 14 de juny de 1982, Honeyman-Scott havia suggerit de portar Robbie McIntosh al grup fent alguna cosa. Després de la mort de Honeyman-Scott, McIntosh va convertir-se en el guitarra solista del grup durant uns quants anys.
El 2005, va entrar al Rock and Roll Hall of Fame a títol pòstum, juntament amb Hynde, Farndon i Chambers com a membre dels Pretenders.

## Discografia
- 1974 – Fall of Hyperion – Robert John Godfrey
- 1979 – Place Your Bets – Tommy Morrison
- 1980 – Pretenders
- 1981 – Extended Play
- 1981 – Pretenders II